# Miêu Thúy Hoa (phim truyền hình 1997)
Miêu Thúy Hoa (tiếng Trung: 苗翠花, tiếng Anh: Lady Flower Fist) là một bộ phim truyền hình Hồng Kông do Đài truyền hình TVB sản xuất và phát hành vào năm 1997. Bộ phim đã trở thành hiện tượng truyền hình năm 1997 và đạt Rating cao nhất là 40 điểm, phim cũng mang lại cho Quan Vịnh Hà giải thưởng Nữ diễn viên chính phim truyền hình xuất sắc nhất 1997 và cô cũng là Thị hậu đầu tiên của Đài TVB.

## Tóm tắt nội dung
Miêu Thúy Hoa (Quan Vịnh Hà) là một cô gái tinh nghịch, lém lỉnh. Cô cùng vú nuôi từ quê lên kinh thành để thăm cha là Miêu Hiển (Lưu Giang) một sư phụ bán cá ở chợ. Do tính cách thẳng thắn, trượng nghĩa mà Thúy Hoa đắc tội với một mệnh quan triều đình và bị truy bắt. Đại thiếu gia của nhà họ Phương, Phương Đức (Giang Hoa), vì mang ơn cứu mạng của Miêu Hiển nên đã đồng ý nhận Thúy Hoa làm vợ lẽ của mình để giải nguy cho cô. Miêu Thúy Hoa từ một cô gái bướng bỉnh, ngỗ nghịch phải học cách thích nghi với cuộc sống một gia đình quyền quý, gia giáo, lễ nghĩa. Mọi chuyện bi hài cũng bắt đầu từ đây.

## Diễn viên

### Miêu gia
- Lưu Giang vai Miêu Hiển
- Quan Vịnh Hà vai Miêu Thúy Hoa
- Mã Hải Luân vai Vú nuôi
- Chiêm Bỉnh Hy vai Đại Sư huynh
- Trương Tùng Chi vai Nhị Sư huynh
- Mạch Gia Luân vai Tam Sư huynh
- Diêu Khối Long vai Tứ Sư huynh

### Phương gia
- Hạ Bình vai Phan Tiểu Hồng (bà cố)
- Giang Hoa vai Phương Đức
- Quan Vịnh Hà vai Mợ năm
- Lưu Ngọc Thúy vai Hứa Liễu Thi
- Trương Phụng Ni vai Diệp Tú Tú (mợ ba)
- Huệ Anh Hồng vai Mã Ngọc Mai (mợ tư)
- Trần Địch Khắc vai Bạch Quản gia
- Diệp Chấn Thanh vai Sơn Nhất

### Tào bang
- Lưu Gia Vinh vai Lý Bá Sơn
- Trần Thiểu Hà vai Lý Tiểu Hoàn
- Lý Gia Thanh vai Lôi Lão Hổ

### Các diễn viên khác
- Lý Long Cơ vai Cung Thân vương
- Lý Gia Đỉnh vai Ngao Nhĩ Đa
- Khổng Minh Vệ vai Ngạo Đại
- Hà Quốc Vinh (Gregory Charles Rivers) vai Sir. Robinson
- Trương Anh Tài vai Minh Kính Đại sư
- Lý Lệ Lệ (Lily Li) vai Ngũ Mai Sư thái
- Lý Tử Kỳ (Lee Ji-Kei) vai Phùng Thân vương
- Lưu Gia Huy vai Lỗ Cổ Các
- Vương Vỹ Lương vai Trạng quan

## Giải thưởng và Đề cử

### Giải thưởng thường niên TVB
| Số thứ tự | Năm  | Hạng mục                                                                               | Kết quả   |
| --------- | ---- | -------------------------------------------------------------------------------------- | --------- |
| 1         | 1997 | Nữ diễn viên chính phim truyền hình xuất sắc nhất - Quan Vịnh Hà cho vai Miêu Thúy Hoa | Đoạt giải |
| 2         | 1997 | Cặp đôi hài hước - Giang Hoa & Quan Vịnh Hà                                            | Hạng 7    |

### Top 10 bộ phim có Rating cao nhất 1997
- Đoạt giải: Hạng 1 (40 điểm)